# Qagan Us
Qagan Us (kinesiska: 察汗乌苏, 都兰县) är en häradshuvudort i Kina. Den ligger i provinsen Qinghai, i den nordvästra delen av landet, omkring 340 kilometer väster om provinshuvudstaden Xining. Antalet invånare är 76 623. Befolkningen består av 35 358 kvinnor och 41 265 män. Barn under 15 år utgör 20,0 %, vuxna 15-64 år 74 %, och äldre över 65 år 4,0 %.
Trakten runt Qagan Us är nära nog obefolkad, med mindre än två invånare per kvadratkilometer. Qagan Us är det största samhället i trakten. Trakten runt Qagan Us består i huvudsak av gräsmarker.
Genomsnittlig årsnederbörd är 301 millimeter. Den regnigaste månaden är juli, med i genomsnitt 75 mm nederbörd, och den torraste är december, med 4 mm nederbörd.